# Friedrich Zwazl
Friedrich Zwazl (13 aprile 1923 – 1º agosto 1977) è stato un calciatore austriaco, di ruolo difensore.

## Carriera

### Club
Ha sempre giocato per club austriaci.

### Nazionale
Ha collezionato 6 presenze in Nazionale